# .pa
.pa je internetová národní doména nejvyššího řádu pro Panamu (podle ISO 3166-2:PA).
Doména je někdy mylně interpretována jako doména amerického státu Pensylvánie (poštovní kód PA)

## Domény druhé úrovně
Jména se mohou registrovat na třetí úrovni pod jednou z těchto subdomén:
- net.pa
- com.pa
- ac.pa
- sld.pa
- gob.pa
- edu.pa
- org.pa
- abo.pa
- ing.pa
- med.pa
- nom.pa